# تذكير محرض بالبروجستين
يمكن أن يؤدي استخدام الأم للأندروجين أو الجرعات العالية من بعض المركبات الصناعية بروجستيرونية المفعول الأندروجينية (البروجستوجين) المرتبطة هيكليًا بهرمون التستوستيرون إلى تذكير (ذكورة) الأعضاء التناسلية الخارجية للجنين الأنثوي خلال أوقات معينة تكون فيها معرضة للإصابة أثناء الحمل.
يمكن أن تحدث درجة معينة من اندماج الطيات الشفرية الصفنية وحدوث الجيوب البولية التناسلية بالإضافة إلى تضخم البظر إذا حدث التعرض بين الأسبوع الثامن والأسبوع الثاني عشر من الحمل، ولكن يمكن أن يحدث فقط تضخم البظر إذا حدث التعرض بعد الأسبوع الثاني عشر. يمكن أن يؤدي هذا في بعض الحالات إلى أعضاء تناسلية مبهمة.
عادة ما تكون التشوهات الإنزيمية من مسببات الذكورة الجنينية للأعضاء التناسلية الخارجية للإناث والتي تشارك في التخليق الحيوي للستيرويد الكظري، ما يؤدي إلى تضخم الغدة الكظرية الخلقي (CAH)؛ تكون الذكورة في الأعضاء التناسلية الخارجية الجنينية للإناث أقل كثيرًا بسبب استخدام الأمهات للستيرويدات الأندروجينية.
إن الذكورة الجنينية للأعضاء التناسلية الخارجية للإناث بسبب استخدام الأم للستيرويدات الأندروجينية أقل تقدمًا بشكل عام من تلك الناتجة عن تضخم الغدة الكظرية الخلقي CAH، وعلى عكس تضخم الغدة الكظرية الخلقي (CAH)، لا يتسبب في حدوث تذكير تقدمي.
تنضج الإناث المصابات بشكل طبيعي مع خصوبة طبيعية، وهناك تقريبًا تراجع كامل في الشذوذ التناسلي في حالات تضخم البظر البسيط، وحتى في الحالات الشديدة، يكون التصحيح الجراحي للاندماج الشفري الصفني بسيطًا نسبيًا.

## الجرعة
يختلف معدل حدوث ذكورة الجنين في الأعضاء التناسلية الخارجية للإناث باختلاف الدواء والجرعة.

### الأندروجينات
الستيرويد الجنسي الوحيد المستخدم حاليًا في النساء والذي يمكن أن يسبب تحفيز الأجنة الأنثوية عند تناوله بجرعات تُعطى عادةً هو دانازول الأندروجين، وهو مشتق من الإثيستيرون (إيثينيل تستوستيرون).
نتج ذكورة الجنين في الأعضاء التناسلية الخارجية للإناث عن جرعات منخفضة من الدانازول تصل إلى 200 ملغ / يوم، في حين أن 800 ملغ / يوم هي الجرعة الأولية المعتادة عند استخدام دانازول لعلاج الانتباذ البطاني الرحمي الحاد.

### المركبات بروجستيرونية المفعول
بشكل عام، مشتقات الحمل (مثل البروجسترون، ديدروجستيرون، هيدروكسي بروجستيرون كابروات، ميدروكسي بروجستيرون أسيتات، أسيتات ميجيسترول) لا تسبب الذكورة حتى في الجرعات العالية؛ مشتقات التستوستيرون (إيثيستيرون) و19-نورتستوستيرون (نوريثيستيرون، نوريثيستيرون أسيتات، إلخ) تتسبب في ذلك بشكل عام، ولكن هناك استثناءات (على سبيل المثال، نوريتينودريل، أليلسترينول) لا تفعل ذلك.
المركبات بروجستيرونية المفعول الوحيدة المستخدمة حاليًا أثناء الحمل (على سبيل المثال، للدعم الأصفري في بروتوكولات التلقيح الاصطناعي أو للوقاية من الولادة المبكرة عند النساء الحوامل اللواتي لديهن تاريخ ولادة خدج واحدة على الأقل) هي: البروجسترون، وهيدروكسي بروجستيرون كابروات، والديدروجستيرون، والأليليسترينول.
جرعات 19-نورتستوستيرون اللازمة للتحفيز هي 10 إلى 20 ملغ / يوم، وهي أكثر بكثير من تلك المرتبطة بالتعرض غير المقصود لوسائل منع الحمل أثناء الحمل. غموض الأعضاء التناسلية الناجم عن التعرض للبروجستين أثناء الحمل هو في الغالب موضوع قلق تاريخي.

## التاريخ

### الأندروجينات
كانت الأدوية الأولى المبلغ عنها في منتصف الخمسينيات أنها تسبب ذكورة الجنين هي الأندروجينات ميثاندريول وميثيل تستوستيرون.
في 21 يونيو 1976، وافقت إدارة الغذاء والدواء الأمريكية على الأندروجين دانازول (دانوكرين)، وهو أحد مشتقات الإثيستيرون، لعلاج الانتباذ البطاني الرحمي، مع تحذير من بطلان استخدامه في الحمل بسبب خطر تذكير الأعضاء التناسلية الخارجية للأجنة الأنثوية.
نُشر تقرير الحالة الأول عن ذكورة الجنين للأعضاء التناسلية الخارجية لرضيع مولود لأم عولجت دون قصد أثناء الحمل باستخدام دانازول في عام 1981.
بين عامي 1975 و1990، تلقت الشركة المصنعة لـ دانازول (دانوكرين)، تقارير في جميع أنحاء العالم عن 129 امرأة حامل تعرضن للدانازول، مع 94 حالة حمل كاملة وولادة 57 طفلة - 23 منهن (40%) تعرضن لولادات إناث بنمط تضخم البظر، واندماج الشفرين وتكوين الجيوب البولية التناسلية، مع تطلب الجراحة الترميمية للأعضاء التناسلية عادة -ولكن ليس دائمًا- في مرحلة الطفولة. من المحتمل أن يكون معدل الحدوث الحقيقي أقل بكثير من 40%، حيث لن يبلغ عن العديد من الحالات ذات النتائج الطبيعية. لم يبلغ عن أي تشوهات في الأعضاء التناسلية عند إيقاف العلاج بالدانازول قبل الأسبوع الثامن من الحمل.